# Прапор Рахова
Пра́пор Рахова — офіційний символ міста Рахів Рахівського району Закарпатської області, затверджений 25 лютого 1997р. рiшенням сесії міської ради.

## Опис
Прямокутне полотнище із співвідношенням сторін 2:3 складається з трьох горизонтальних смуг жовтого, зеленого та жовтого кольорів, розділених зубчасто, у співвідношенні 1:4:1. На жовтих смугах по одній червоній смузі в 1/24 ширини прапора. У центрі зеленої смуги щиток: у зеленому полі біла голова оленя із жовтими рогами. Щиток поміщений на декоративний картуш теракотового кольору та увінчаний білою міською короною.